# Magiclick

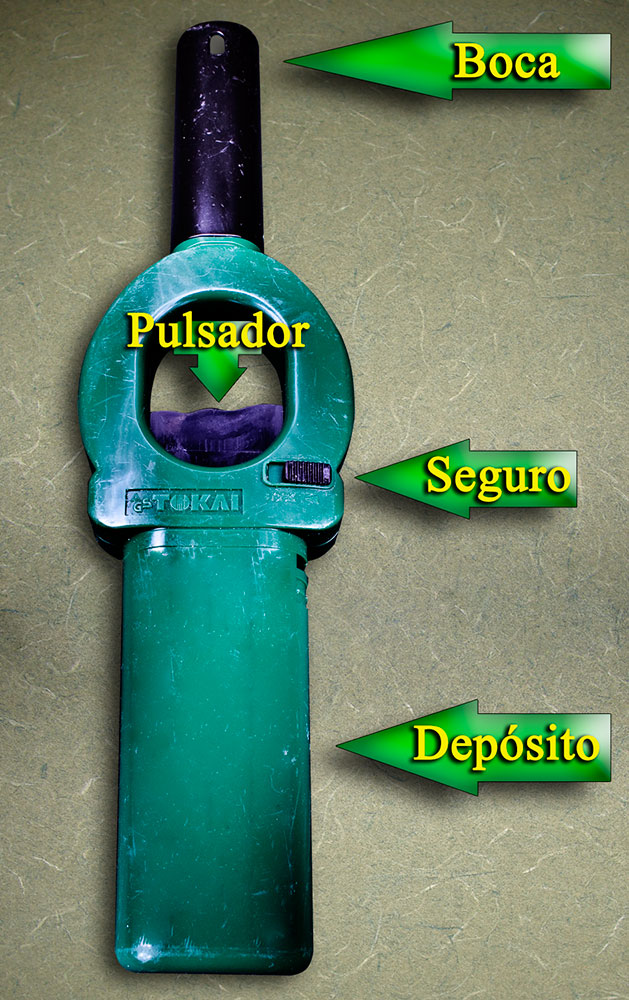
Magiclick o encendedor de chispa.

En Argentina, un magiclick es un encendedor de chispa, generalmente de forma alargada, que contiene un dispositivo piezoeléctrico gracias al cual se genera una elevada tensión, produciendo un arco eléctrico que enciende una llama de gas. Algunos modelos de magiclick incorporan una carga de gas butano o de otro tipo, que les permite producir y mantener una llama de forma autónoma; mientras que otros se limitan a generar la chispa para encender, por ejemplo, las hornallas de una cocina.

## Historia
El magiclick es un producto inventado en Argentina por Hugo Kogan en 1963, mientras se desempeñaba como director del departamento de diseño de la empresa Aurora, y debió su nombre a que encendía la llama con solo pulsar un botón.
Magiclick era originalmente el nombre comercial del producto, pero con el tiempo pasó a ser de uso común.
La publicidad de la época de su lanzamiento se jactaba de su calidad y duración prometiendo que lo haría por 104 años.